# أفياء والاس
أفياء والاس أو النسر القصري الوالاسي (الاسم العلمي Nisaetus nanus)، كان يُصنف في السابق ضمن طيور جنس العقبان البازية النمطية (Spizaetus). طائر جارح من جنس أفياء وفصيلة البازية. يُعد من أصغر طيور النسور في العالم حيث يبلغ طوله نحو 46 سم، ويزن 500-610 جم. موطنه بروناي وماليزيا وإندونيسيا وتايلاند وبورما. موائله الطبيعية أراضي الغابات الرطبة المنخفضة الشبه الاستوائية أو المدارية. وهو مهدد بفقد موائله الطبيعية. سُمي على عالم الطبيعية البريطاني ألفريد راسل والاس.